# 卡巴迪翁

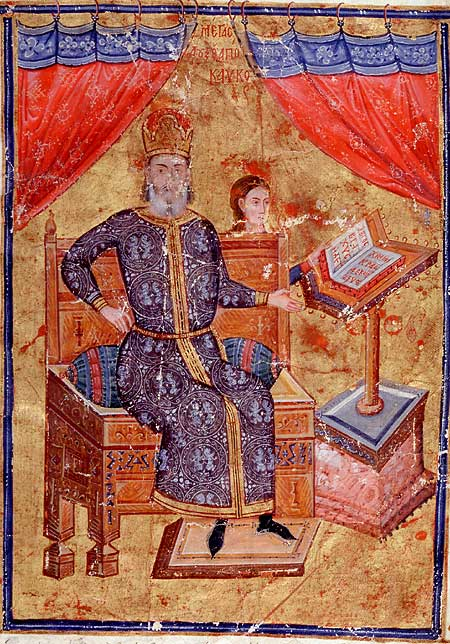
“大都督”阿莱克修斯·阿波考科斯穿着他的礼服：附有华丽装饰的蓝色“卡巴迪翁”

“卡巴迪翁（希臘語：καββάδιον）” 是一种类似卡夫坦的长袍形服饰，在拜占庭帝国后期成为宫廷礼服的重要组成部分。
目前已知的第一次对“卡巴迪翁”的提及是在899年的《宴会序次》中，“卡巴迪翁”被提及是皇帝禁卫军“伙友军（Ἑταιρεία）”中的外族人（ethnikoi）所穿的服饰。而在14世纪中期的伪科迪诺斯《官职书》，“卡巴迪翁”已成为大部分宫廷成员的标准礼服，科迪诺斯称其为波斯人所采用的“亚述服饰”，实际表明其来自伊斯兰世界。于是13-15世纪的一些视觉证据中出现的拜占庭官员所穿的长的、有全袖的类似卡夫坦的服装就被认为就是“卡巴迪翁”。这种服饰用腰带在前面束紧，不同等级的官员穿着不同颜色并有不同装饰的“卡巴迪翁”，科迪诺斯进行了详细描述。它在领子、袖口、下摆处常有华丽的金色刺绣装饰，还可能以珍珠装饰。